# Abdel Rahman El-Badrawy
Abdel Rahman El-Badrawy (en arabe : عبد الرحمن البدراوي), né le 29 novembre 1988, est un nageur égyptien.

## Carrière
Abdel Rahman El-Badrawy remporte aux Jeux africains de 2007 à Alger la médaille de bronze sur 4 x 100 mètres nage libre et 4 x 100 mètres quatre nages ; il termine également sixième des finales du 50 mètres nage libre et du 100 mètres nage libre.